# Введенское (Фурмановский район)
Введенское — село в Фурмановском районе Ивановской области России, входит в состав Панинского сельского поселения.

## География
Расположено на берегу реки Шача в 3 км на северо-восток от центра поселения деревни Панино и в 8 км на север от райцентра города Фурманов.

## История
В XVII веке по административно-территориальному делению село входило в Костромской уезд в волость Шухомаш. По церковно-административному делению приход относился к Плесской десятине. В 1620 году в селе упоминается церковь «Введение Пречистые Богородицы в селе Григорьевском». Нельзя исключить, что в 1560 году именно этот населенный пункт упоминается в духовной грамоте окольничего Семена Дмитриевича Пешкова Сабурова, где он завещает полтину денег «к Пречистой на Шачу». В 1627-1631 годах «за Федором Михайловым Жабиным в поместье по ввозной грамоте 1627 года, за приписью дьяка Бажена Степанова, что было за отцом его пустошь что было село Григорьево, Григорьевское тож, а достальныя жеребьи тое пустоши за братиею его за Иваном и Андреем, да за Микифором Гиневлевым, а жеребей тое ж пустоши в порожних землях, а на пустоши на государеве земле церковь Введение Пречистые Богородицы стоит без пения...». В июне 1675 года «подана к подписке села Григорьева церкви Введения Пр. Богородицы отпускная попа Харитона Иванова, а подал стольник князь Семеон княж Петров сын Волконский».
Каменная Введенская церковь в селе Григорьевском с колокольней построена была в 1747 году на средства княжны Пелагеи Ивановны Волконской. Престолов было два: в холодной — в честь Введения во храм Пресвятой Богородицы, в теплой — в честь Рождества Христова.
В конце XIX — начале XX века село входило в состав Ильинско-Введенской волости Нерехтского уезда Костромской губернии, с 1918 года — в составе Середского уезда Иваново-Вознесенской губернии.
С 1929 года село входило в состав Ильинского сельсовета Середского района Ивановской области, с 1954 года — в составе Медведковского сельсовета, с 1974 года — в составе Панинского сельсовета, с 2005 года — в составе Панинского сельского поселения.

## Население
| 1872 | 1897 | 1907 | 2002 | 2010 |
| ---- | ---- | ---- | ---- | ---- |
| 132  | ↘86  | ↗97  | ↘27  | ↘21  |

## Достопримечательности
В селе расположена недействующая Церковь Введения во храм Пресвятой Богородицы (1747).